# Jean Trudelle
Jean Trudelle est un syndicaliste et un enseignant québécois. Il est président de la Fédération nationale des enseignantes et des enseignants du Québec (FNEEQ) de 2009 à 2012.
Il interviendra à plusieurs reprises dans le débat public concernant la grève étudiante québécoise de 2012.

## Biographie
Enseignant en physique au collège Ahuntsic, Jean Trudelle est élu deuxième vice-président au comité exécutif de la FNEEQ en juin 2006. Il est élu président de la FNEEQ en mai 2009, remplaçant ainsi Ronald Cameron. Au printemps 2012, il est remplacé par Caroline Senneville.
Jean Trudelle est aussi engagé politiquement au parti Québec solidaire pour lequel il a été candidat aux élections générales de 2014 dans Rosemont et en 2018 dans Mille-Îles.

## Résultats électoraux
|                                                                                               | Nom                             | Parti            | Nombre de voix | %      | Maj.  |
| --------------------------------------------------------------------------------------------- | ------------------------------- | ---------------- | -------------- | ------ | ----- |
|                                                                                               | Francine Charbonneau (sortante) | Libéral          | 10 408         | 35,8 % | 1 206 |
|                                                                                               | Mauro Barone                    | Coalition avenir | 9 202          | 31,7 % | -     |
|                                                                                               | Michel Lachance                 | Parti québécois  | 4 378          | 15,1 % | -     |
|                                                                                               | Jean Trudelle                   | Québec solidaire | 3 711          | 12,8 % | -     |
|                                                                                               | Alain Joseph                    | Vert             | 822            | 2,8 %  | -     |
|                                                                                               | Dwayne Cappelletti              | Parti libre      | 403            | 1,4 %  | -     |
|                                                                                               | Jason D'Aoust                   | Bloc pot         | 134            | 0,5 %  | -     |
| Total                                                                                         | Total                           | Total            | 29 058         | 100 %  |       |
| Le taux de participation lors de l'élection était de 66,5 % et 439 bulletins ont été rejetés. |                                 |                  |                |        |       |